# Ořechokřídlec clandonský

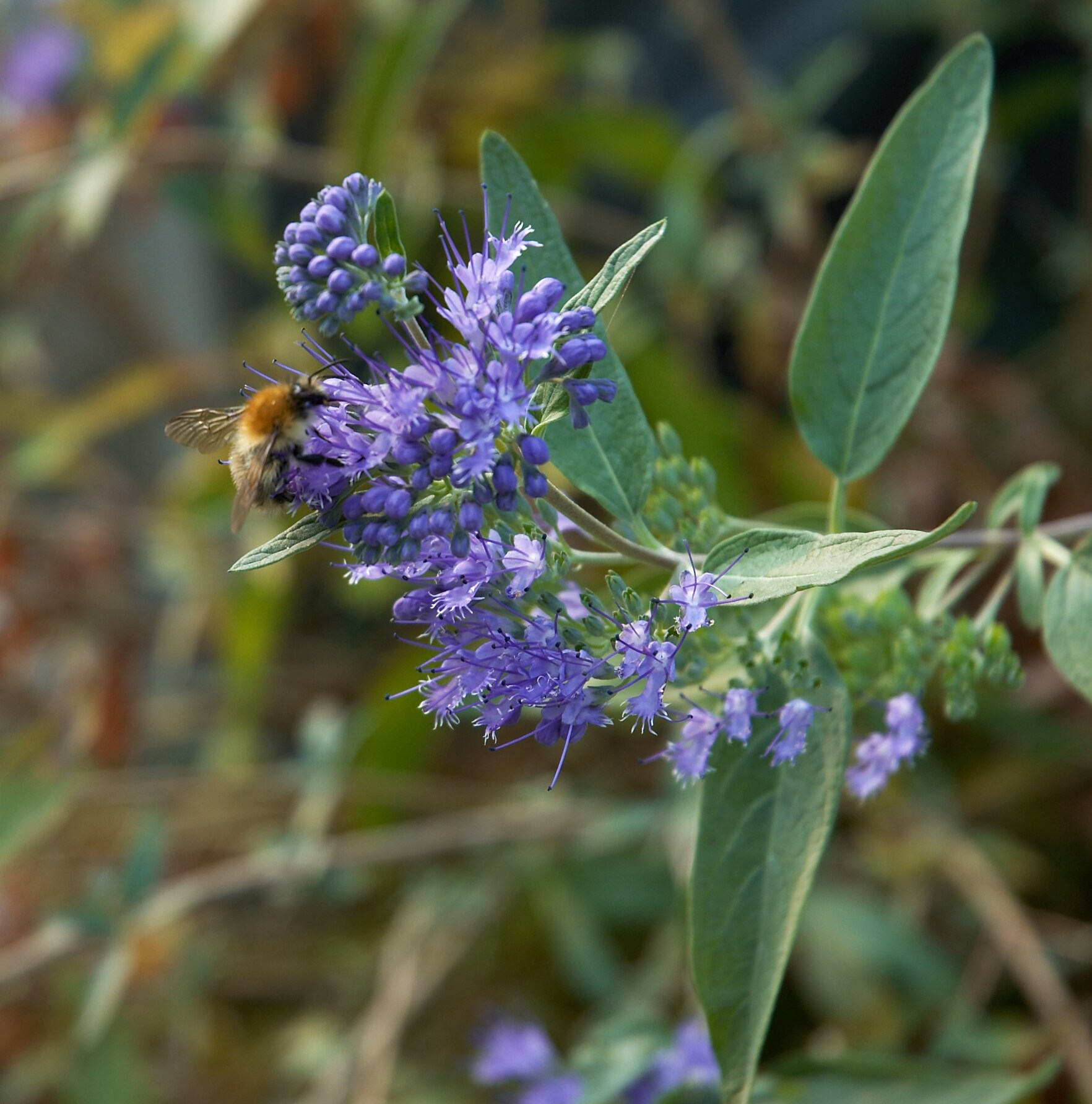
Ořechokřídlec clandonský, kultivar 'Heavenly Blue'

Ořechokřídlec clandonský (Caryopteris × clandonensis) je druh listnaté dřeviny, náležící do čeledi hluchavkovité (Lamiaceae). Je to nevysoký opadavý keř.

## Původ
Ořechokřídlec clandonský je hybrid, vzniklý v kultuře. Poprvé byl nalezen jako spontánní kříženec ve 30. letech 20. století. Jedná se o křížence mezi druhy ořechokřídlec mongolský (C. mongholica) a ořechokřídlec šedivý (C. incana), což bylo potvrzeno i molekulárními studiemi.

## Popis
Vytváří až 1 m vysoké silně vonné husté a nepravidelné keře. Větve bývají tenké, křehké, listy jsou jemně ojíněné, šedozelené, kopinaté, výrazně voní. Kvete na podzim někdy už od srpna neuvěřitelným množstvím sytě modrých květů. Květy se tvoří na jednoletých výhonech.

### Nároky
Výborně snáší sucho a slunce. Má rád propustné půdy, které mohou být chudé na živiny.

### Rozmnožování
Snadno se množí semenem. Může se rozšiřovat samovolně semenem po zahradě, ale lze jej rozmnožovat i řízkováním. Řez je vhodný provádět na jaře, lze jej řezat silně.

## Použití a pěstování
Ořechokřídlec se v posledních letech často používá ve výsadbách. Modrá barva u okrasných dřevin je dosti vzácná a pozdní kvetení je ceněné. Pokud možno jej pěstujeme jako nízký podrost, protože je na místě expanzivní, je lépe vysazovat více stejných keřů a vytvořit nápadný modrý koberec poblíž cesty. Křehké větve se snadno lámou, keře někdy v tuhých zimách mohou namrzat, ale rostlina výborně regeneruje a rychle roste. Pozdě raší a může se stát, že jej z neznalosti neodborník odstraní, protože se domnívá, že zmrzl a uschl.